# Szczyt Niepodległości
Szczyt Niepodległości (tadż. қуллаи Истиқлол, kullai Istiklol, poprzednie nazwy: Dreispitz (w jęz. niem. "potrójny szczyt"), Szczyt Rewolucji) – góra w Tadżykistanie, czwarty pod względem wysokości n.p.m. szczyt Pamiru. Góra składa się z trzech pokrytych śniegiem wierzchołków (stąd pierwsza niemiecka nazwa) z których początek bierze lodowiec Fedczenki. 
Góra została odkryta w 1928 przez połączoną wyprawę rosyjsko-niemiecką, jednak próba wejścia na szczyt nie powiodła się z powodu głębokiego śniegu i zagrożenia lawinowego. Pierwszego wejścia na szczyt dokonała radziecka wyprawa prowadzona przez A. Ugarowa w 1954.
W czerwcu 2006 r. tadżycki rząd zmienił nazwę szczytu na "Szczyt Niepodległości".